# Новицкий, Виктор Михайлович
Ви́ктор Миха́йлович Нови́цкий (9 сентября 1927 года — 8 сентября 1942 года) — пионер-герой, погиб при обороне Новороссийска.

## Биография

Памятник Вите Новицкому, установленный на месте гибели юного героя

Витя Новицкий родился 9 сентября 1927 года в Новороссийске. Отец — Михаил Александрович Новицкий и мать — Прасковья. Примерно в 1935 году отец Виктора ушёл к Марии Петровне. У них были сын Слава от первого брака супруги и совместная дочь Инна.
Виктор с мамой Прасковьей с 1940 года жил в районе Октябрьской площади в своеобразном доме на третьем этаже. Это была старинная водонапорная «Генуэзская» башня, переделанная под жилой дом с коммунальными квартирами (снесена в 1956 году). На первом этаже башни жил отец со своей второй семьёй.
Первые четыре класса Витя учился в школе № 1, которая находилась рядом с башней на Октябрьской площади.
Началась Великая Отечественная война, и в конце 1941 года Виктор решил уйти к морякам на фронт. Он участвовал в высадке морского десанта в районе бухты Камыш-Бурун в Крыму, но десант понёс большие потери и в 1942 году после эвакуации в Тамань и лечения после ранения был отправлен командованием домой в Новороссийск.
Осенью 1942 года война сама пришла в дом Вити: немецкие войска ворвались в Новороссийск. Семья Новицких вынуждена была покинуть башню и эвакуироваться. Однако сам Витя остался.
8 сентября 1942 года… Немецкие солдаты все ближе продвигались к Октябрьской площади, к башне, родному дому Вити. Здесь была оборудована пулемётная точка. Башню обороняли шесть моряков и двое красноармейцев, Витя был девятым по счету её защитником.
Краевая газета «Большевик» написала 19 октября 1942 года:

«Комсомольцы Гришин и Цыбенко выбрали эту башню для своей огневой точки. С неё хорошо простреливались улицы, куда рвались немцы, …фашисты обнаружили пулеметную точку. Подвели танк и начали из него обстреливать башню. Разорвавшимся снарядом убило второго номера, краснофлотца Цыбенко.

— Я буду помогать стрелять, — сказал юный герой, подскочив к пулемету. На лице его не было и признаков страха».— 
Немцы непрерывно вели обстрел башни из полевой артиллерии и танковых пушек. Неоднократно фашисты поднимались в атаку, но вновь откатывались, неся потери. Несли потери и защитники башни. Вскоре Витя остался один. Несмотря на это, он ещё 2 часа отбивал атаки немцев пулемётным огнём и гранатами. Фашистам всё же удалось ворваться в башню, подорвав стену с тыла. Витя был схвачен. Немецкие солдаты пришли в ярость, поняв, что они так долго и с большими потерями штурмовали башню, которую защищал один подросток. Они облили Витю горючей смесью и подожгли. Витя Новицкий не дожил до своего 15-летия один день.

## Награды
В сентябре 1978 года Указом Президиума Верховного Совета СССР Витя Новицкий был посмертно награждён орденом Отечественной войны II степени.

## Память
- Именем Вити Новицкого названа улица в Новороссийске.
- Имя Вити Новицкого присвоено морскому сухогрузному теплоходу проекта 740/2В типа «Юный партизан» (построен в 1976 году, списан в 2009 году)[5].
- Башню, которую защищал Витя, снесли в 1956 году. На её месте установлен обелиск в честь юного героя. Открытие памятника состоялась 14 сентября 1975 года[6]

### В филателии
17 марта 1977 года Министерством связи СССР выпущен художественный маркированный конверт номиналом 4 копейки, тиражом 1 млн. На конверте изображён портрет Вити Новицкого и надпись «Пионер-герой Виктор Новицкий 1927—1942».

## Ссылка
- К 70-ЛЕТИЮ ПОДВИГА ПИОНЕРА-ГЕРОЯ ВИТИ НОВИЦКОГО. ДВА ЧАСА ДЛЯ ПОБЕДЫ